# .bitnet
A .bitnet egy internetes legfelső szintű anonim tartomány kód, amit 1985-ben jelentettek be.